# Maria Island (The Noises)
Maria Island, auch Ruapuke Island genannt, ist eine sehr kleine unbewohnte Insel von Neuseeland im Hauraki Gulf nahe der Ostküste der neuseeländischen Nordinsel. Das Eiland ist die östlichste Insel der Inselgruppe The Noises.